# Sapahaqui
Sapahaqui è un comune (municipio in spagnolo) della Bolivia nella provincia di Loayza (dipartimento di La Paz) con 15.789 abitanti (dato 2010).

## Cantoni
Il comune è suddiviso in 3 cantoni (popolazione 2001):
- Caracato - 4.900 abitanti
- Muruhuta - 1.203 abitanti
- Sapahaqui - 5.687 abitanti